# ديد ريسنج 2: نهاية اللعبة (فلم 2016)
ديد ريسنج 2: نهاية اللعبة (بالإنجليزية: Dead Rising 2: Endgame) هو فيلم حركة ورعب تم إنتاجه في الولايات المتحدة وصدر سنة 2016 بطولة جيسي متكالف وماري أفغيروبولوس ودنيس هايسبيرت وهو الجزء الثاني من سلسلة أفلام «ديد ريسنج» .

## القصة
يدور الفيلم عن مراسل التحقيقات (تشيز كارتر)، والذي يسعى في محاولاته لوقف مؤامرة الحكومة السرية التي تهدد حياة ملايين الأبرياء في مدينة الحجر الصحي أثناء انتشار الموتى الأحياء في الأرجاء.

## وصلات خارجية
- ديد ريسنج 2: نهاية اللعبة على موقع IMDb (الإنجليزية)
- ديد ريسنج 2: نهاية اللعبة على موقع روتن توميتوز (الإنجليزية)
- ديد ريسنج 2: نهاية اللعبة على موقع ألو سيني (الفرنسية)
- ديد ريسنج 2: نهاية اللعبة على موقع أول موفي (الإنجليزية)
- ديد ريسنج 2: نهاية اللعبة على موقع فيلمافينيتي (الإسبانية)
- ديد ريسنج 2: نهاية اللعبة على موقع قاعدة بيانات الفيلم (الإنجليزية)
- ديد ريسنج 2: نهاية اللعبة على موقع ليتربوكسد (الإنجليزية)
- ديد ريسنج 2: نهاية اللعبة على موقع كينوبويسك (الروسية)